# Coupe du monde de combiné nordique 1993-1994
Navigation
1992–1993 1994–1995
| \| Saalfelden Saint-Moritz Schonach Oslo Trondheim Vuokatti \| Les sites des compétitions en Europe. |
| Saalfelden Saint-Moritz Schonach Oslo Trondheim Vuokatti                                             |

| \| Sapporo \| Le site de la compétition au Japon. |
| Sapporo                                           |

| \| Thunder Bay \| Le site de la compétition au Canada. |
| Thunder Bay                                            |

La Coupe du monde de combiné nordique de 1994 :
Une course devait être organisé au Stade de la Côte Feuillée à Chaux-Neuve mais elle est finalement décalée à Saint-Moritz en raison des conditions climatiques.

## Classement final
| Rang | Nom                 | Pays     | Points |
| ---- | ------------------- | -------- | ------ |
| 1    | Kenji Ogiwara       | Japon    | 1135   |
| 2    | Takanori Kōno       | Japon    | 901    |
| 3    | Fred Børre Lundberg | Norvège  | 840    |
| 4    | Bjarte Engen Vik    | Norvège  | 815    |
| 5    | Knut Tore Apeland   | Norvège  | 720    |
| 6    | Trond Einar Elden   | Norvège  | 713    |
| 7    | Bård Jørgen Elden   | Norvège  | 472    |
| 8    | Hippolyt Kempf      | Suisse   | 451    |
| 9    | Jari Mantila        | Finlande | 437    |
| 10   | Allar Levandi       | Estonie  | 418    |

## Calendrier
| Étape                                                       | Date             | Épreuve                             | Vainqueur           | Deuxième            | Troisième         |
| Saalfelden                                                  |                  |                                     |                     |                     |                   |
| 1.                                                          | 4 décembre 1993  | Gundersen individuel – K85 / 15 km  | Kenji Ogiwara       | Fred Børre Lundberg | Knut Tore Apeland |
| Saint Moritz                                                |                  |                                     |                     |                     |                   |
| 2.                                                          | 11 décembre 1993 | Gundersen individuel – K94 / 15 km  | Kenji Ogiwara       | Takanori Kōno       | Trond Einar Elden |
| 3.                                                          | 15 décembre 1993 | Gundersen individuel – K94 / 15 km  | Kenji Ogiwara       | Knut Tore Apeland   | Takanori Kōno     |
| Schonach (Coupe de la Forêt-noire)                          |                  |                                     |                     |                     |                   |
| 4.                                                          | 8 janvier 1994   | Gundersen individuel – K90 / 15 km  | Kenji Ogiwara       | Takanori Kōno       | Knut Tore Apeland |
| Oslo                                                        |                  |                                     |                     |                     |                   |
| 5.                                                          | 15 janvier 1994  | Gundersen individuel – K110 / 15 km | Mario Stecher       | Fred Børre Lundberg | Takanori Kōno     |
| Trondheim                                                   |                  |                                     |                     |                     |                   |
| 6.                                                          | 22 janvier 1994  | Gundersen individuel – K90 / 15 km  | Kenji Ogiwara       | Takanori Kōno       | Bjarte Engen Vik  |
|                                                             |                  |                                     |                     |                     |                   |
| Lillehammer Jeux olympiques d'hiver (12 au 27 février 1994) |                  |                                     |                     |                     |                   |
|                                                             |                  |                                     |                     |                     |                   |
| Vuokatti                                                    |                  |                                     |                     |                     |                   |
| 7.                                                          | 4 mars 1994      | Gundersen individuel – K90 / 15 km  | Fred Børre Lundberg | Takanori Kōno       | Kenji Ogiwara     |
| Sapporo                                                     |                  |                                     |                     |                     |                   |
| 8.                                                          | 12 mars 1994     | Gundersen individuel – K90 / 15 km  | Fred Børre Lundberg | Kenji Ogiwara       | Jean-Yves Cuendet |
| Thunder Bay                                                 |                  |                                     |                     |                     |                   |
| 9.                                                          | 19 mars 1994     | Gundersen individuel – K90 / 15 km  | Hippolyt Kempf      | Kenji Ogiwara       | Trond Einar Elden |